# Liste der größten Städte im Königreich Württemberg
Diese Liste der größten Städte im Königreich Württemberg nennt die Städte des Königreichs, die spätestens bis zum Jahr 1910 die Schwelle von 5000 Einwohnern überschritten hatten.
Der Rang in der Sortierung der Liste ist der nach dem Stand des Jahres 1910, wobei im Falle von Cannstatt der Stand des Jahres 1900 berücksichtigt wurde, damit die bis 1905 selbstständige Stadt in der Liste ebenfalls vorkommt. Das Königreich Württemberg hatte 1910 genau eine Großstadt, die Hauptstadt Stuttgart, sowie sieben Mittelstädte (Ulm, Heilbronn, Eßlingen, Reutlingen, Ludwigsburg, Göppingen und Gmünd). Die Anzahl der Kleinstädte in Württemberg lag im Jahre 1910 bei 33.
| Städte im Königreich Württemberg |                      |                                          |                                          |                                          |                                          |                                          |                           |
| Rang (Jahr 1910)                 | Name der Stadt       | Anzahl der Einwohner (im genannten Jahr) | Anzahl der Einwohner (im genannten Jahr) | Anzahl der Einwohner (im genannten Jahr) | Anzahl der Einwohner (im genannten Jahr) | Anzahl der Einwohner (im genannten Jahr) | Zugehörigkeit zum Oberamt |
| Rang (Jahr 1910)                 | Name der Stadt       | 1800 – 1830                              | 1831 – 1860                              | 1861 – 1880                              | 1900 – 1901                              | 1910 – 1911                              | Zugehörigkeit zum Oberamt |
| 1.                               | Stuttgart            | 21.545 (Jahr 1802)                       | 43.877 (Jahr 1843)                       | 91.623 (Jahr 1871)                       | 166.699 (Jahr 1900)                      | 286.218 (Jahr 1910)                      | Hauptstadt                |
| 2.                               | Ulm                  | 13.000 (Jahr 1818)                       | 16.149 (Jahr 1840)                       | 26.290 (Jahr 1871)                       | 42.982 (Jahr 1900)                       | 56.109 (Jahr 1910)                       | Ulm                       |
| 3.                               | Heilbronn            | 5.692 (Jahr 1803)                        | 11.311 (Jahr 1840)                       | 18.955 (Jahr 1871)                       | 37.891 (Jahr 1900)                       | 42.688 (Jahr 1910)                       | Heilbronn                 |
| 4.                               | Eßlingen             | 7.160 (Jahr 1803)                        | 10.529 (Jahr 1843)                       | 17.941 (Jahr 1871)                       | 27.325 (Jahr 1900)                       | 32.216 (Jahr 1910)                       | Eßlingen                  |
| (5.)                             | Cannstatt            | 5.055 (Jahr 1834)                        | 6.012 (Jahr 1843)                        | 11.804 (Jahr 1871)                       | 26.497 (Jahr 1900)                       | seit 1905 Teil von Stuttgart             | Cannstatt (bis 1905)      |
| 5.                               | Reutlingen           | 7.798 (Jahr 1803)                        | 12.660 (Jahr 1846)                       | 14.237 (Jahr 1871)                       | 21.494 (Jahr 1900)                       | 29.763 (Jahr 1910)                       | Reutlingen                |
| 6.                               | Ludwigsburg          | 5.248 (Jahr 1803)                        | 10.726 (Jahr 1843)                       | 11.785 (Jahr 1871)                       | 19.436 (Jahr 1900)                       | 24.926 (Jahr 1910)                       | Ludwigsburg               |
| 7.                               | Göppingen            | 4.087 (Jahr 1803)                        | 5.530 (Jahr 1843)                        | 8.649 (Jahr 1871)                        | 19.384 (Jahr 1900)                       | 22.373 (Jahr 1910)                       | Göppingen                 |
| 8.                               | Gmünd                | 5.341 (Jahr 1810)                        | 7.152 (Jahr 1843)                        | 10.739 (Jahr 1871)                       | 18.699 (Jahr 1900)                       | 21.312 (Jahr 1910)                       | Gmünd                     |
| 9.                               | Tübingen             | 6.583 (Jahr 1793)                        | 8.660 (Jahr 1840)                        | 10.500 (Jahr 1875)                       | 15.338 (Jahr 1900)                       | 19.076 (Jahr 1910)                       | Tübingen                  |
| 10.                              | Heidenheim           | 1.711 (Jahr 1803)                        | 2.941 (Jahr 1843)                        | 5.167 (Jahr 1871)                        | 10.510 (Jahr 1900)                       | 17.780 (Jahr 1910)                       | Heidenheim                |
| 11.                              | Tuttlingen           | 3.560 (Jahr 1803)                        | 6.066 (Jahr 1849)                        | 7.511 (Jahr 1875)                        | 13.530 (Jahr 1900)                       | 15.862 (Jahr 1910)                       | Tuttlingen                |
| 12.                              | Ravensburg           | 3.770 (Jahr 1823)                        | 5.961 (Jahr 1855)                        | 8.433 (Jahr 1871)                        | 13.453 (Jahr 1900)                       | 15.594 (Jahr 1910)                       | Ravensburg                |
| 13.                              | Schwenningen         | 2.241 (Jahr 1803)                        | 3.481 (Jahr 1834)                        | 4.314 (Jahr 1871)                        | 10.106 (Jahr 1900)                       | 15.411 (Jahr 1910)                       | Rottweil                  |
| 14.                              | Feuerbach            |                                          | 2.815 (Jahr 1850)                        |                                          | 9.052 (Jahr 1900)                        | 14.244 (Jahr 1910)                       | Stuttgart                 |
| 15.                              | Zuffenhausen         |                                          | 2.002 (Jahr 1852)                        |                                          |                                          | 12.752 (Jahr 1910)                       | Ludwigsburg               |
| 16.                              | Ebingen              | 3.750 (Jahr 1803)                        | 4.673 (Jahr 1843)                        | 5.029 (Jahr 1871)                        | 9.000 (Jahr 1900)                        | 11.423 (Jahr 1910)                       | Balingen                  |
| 17.                              | Aalen                | 1.932 (Jahr 1803)                        | 3.319 (Jahr 1843)                        | 5.552 (Jahr 1871)                        | 9.058 (Jahr 1900)                        | 11.347 (Jahr 1910)                       | Aalen                     |
| 18.                              | Schramberg           | 1.746 (Jahr 1810)                        | 3.261 (Jahr 1849)                        | 3.453 (Jahr 1871)                        | 8.551 (Jahr 1900)                        | 11.267 (Jahr 1910)                       | Oberndorf                 |
| 19.                              | Kirchheim            | 3.878 (Jahr 1803)                        | 5.372 (Jahr 1843)                        | 5.863 (Jahr 1871)                        | 8.235 (Jahr 1900)                        | 9.668 (Jahr 1910)                        | Kirchheim                 |
| 20.                              | Rottweil             | 3.128 (Jahr 1803)                        | 5.157 (Jahr 1849)                        | 5.135 (Jahr 1871)                        | 7.968 (Jahr 1900)                        | 9.644 (Jahr 1910)                        | Rottweil                  |
| 21.                              | Biberach             | 4.323 (Jahr 1810)                        | 4.805 (Jahr 1834)                        | 7.091 (Jahr 1871)                        | 8.390 (Jahr 1900)                        | 9.360 (Jahr 1910)                        | Biberach                  |
| 22.                              | Hall                 | 5.000 (Jahr 1800)                        | 6.880 (Jahr 1847)                        | 7.793 (Jahr 1871)                        | 9.225 (Jahr 1900)                        | 9.321 (Jahr 1910)                        | Hall                      |
| 23.                              | Backnang             | 4.100 (Jahr 1803)                        | 4.464 (Jahr 1849)                        | 4.472 (Jahr 1871)                        | 7.650 (Jahr 1900)                        | 8.676 (Jahr 1910)                        | Backnang                  |
| 24.                              | Geislingen           | 2.075 (Jahr 1823)                        | 2.257 (Jahr 1843)                        | 3.334 (Jahr 1871)                        | 7.050 (Jahr 1900)                        | 8.674 (Jahr 1910)                        | Geislingen                |
| 25.                              | Freudenstadt         | unter 2000 (Jahr 1800)                   | 5.341 (Jahr 1856)                        | um 5.000 (Jahr 1870)                     | um 7.000 (Jahr 1900)                     | 8.456 (Jahr 1910)                        | Freudenstadt              |
| 26.                              | Altdorf / Weingarten | 2.234 (Jahr 1823)                        | 3.116 (Jahr 1843)                        | 4.128 (Jahr 1871)                        | 6.678 (Jahr 1900)                        | 8.077 (Jahr 1910)                        | Ravensburg                |
| 27.                              | Pfullingen           | 3.440 (Jahr 1824)                        | 4.122 (Jahr 1852)                        | 4.288 (Jahr 1871)                        | 6.718 (Jahr 1900)                        | 7.953 (Jahr 1910)                        | Reutlingen                |
| 28.                              | Rottenburg           | 4.620 (Jahr 1810)                        | 6.829 (Jahr 1849)                        | 6.145 (Jahr 1871)                        | 7.027 (Jahr 1900)                        | 7.604 (Jahr 1910)                        | Rottenburg                |
| 29.                              | Nürtingen            | 3.281 (Jahr 1803)                        | 4.089 (Jahr 1843)                        | 4.815 (Jahr 1871)                        | 6.353 (Jahr 1900)                        | 7.150 (Jahr 1910)                        | Nürtingen                 |
| 30.                              | Friedrichshafen      | um 800 (Jahr 1798)                       | 1.257 (Jahr 1843)                        | 2.827 (Jahr 1871)                        | 4.627 (Jahr 1900)                        | 7.041 (Jahr 1910)                        | Tettnang                  |
| 31.                              | Waiblingen           | 2.250 (Jahr 1803)                        | 3.304 (Jahr 1848)                        | 3.530 (Jahr 1871)                        | 5.141 (Jahr 1900)                        | 6.977 (Jahr 1910)                        | Waiblingen                |
| 32.                              | Schorndorf           | 3.193 (Jahr 1801)                        | 3.513 (Jahr 1852)                        | 3.622 (Jahr 1871)                        | 5.737 (Jahr 1900)                        | 6.760 (Jahr 1910)                        | Schorndorf                |
| 33.                              | Metzingen            | 3.146 (Jahr 1803)                        | 4.371 (Jahr 1849)                        | 4.706 (Jahr 1871)                        | 5.460 (Jahr 1900)                        | 6.337 (Jahr 1910)                        | Urach                     |
| 34.                              | Crailsheim           | 2.688 (Jahr 1823)                        | 3.012 (Jahr 1843)                        | 3.688 (Jahr 1871)                        | 5.251 (Jahr 1900)                        | 6.101 (Jahr 1910)                        | Crailsheim                |
| 35.                              | Böblingen            | 2.125 (Jahr 1803)                        | 3.504 (Jahr 1843)                        | 3.826 (Jahr 1871)                        | 5.303 (Jahr 1900)                        | 6.019 (Jahr 1910)                        | Böblingen                 |
| 36.                              | Bietigheim           | 2.255 (Jahr 1803)                        | 3.186 (Jahr 1851)                        | 3.457 (Jahr 1871)                        | 4.353 (Jahr 1900)                        | 5.970 (Jahr 1910)                        | Besigheim                 |
| 37.                              | Calw                 | 3.199 (Jahr 1803)                        | 4.529 (Jahr 1849)                        | 5.582 (Jahr 1871)                        | 4.943 (Jahr 1900)                        | 5.595 (Jahr 1910)                        | Calw                      |
| 38.                              | Laupheim             |                                          | 3.712 (Jahr 1856)                        | 4.090 (Jahr 1871)                        | 4.859 (Jahr 1900)                        | 5.463 (Jahr 1910)                        | Laupheim                  |
| 39.                              | Urach                | 2.742 (Jahr 1802)                        | 3.012 (Jahr 1831)                        | 3.382 (Jahr 1871)                        | 4.897 (Jahr 1900)                        | 5.415 (Jahr 1910)                        | Urach                     |
| 40.                              | Saulgau              | 2.317 (Jahr 1829)                        | 2.773 (Jahr 1852)                        | 3.296 (Jahr 1871)                        | 4.657 (Jahr 1900)                        | 5.182 (Jahr 1910)                        | Saulgau                   |
| 41.                              | Neckarsulm           | 2.050 (Jahr 1810)                        | 2.707 (Jahr 1852)                        | 2.576 (Jahr 1871)                        | 3.707 (Jahr 1900)                        | 5.170 (Jahr 1910)                        | Neckarsulm                |

Große Gemeinden mit über 5000 Einwohnern ohne Stadtrechte waren 1910 in Württemberg Böckingen (10.441), Fellbach (6.780), Baiersbronn (6.711), Vaihingen auf den Fildern (5.436), Tailfingen (5.412) und Trossingen (5.146).
Zahlreiche württembergische Städte hatten die Schwelle von 5000 Einwohnern im Jahr 1910 noch bei weitem nicht erreicht und waren als Landstädte zu bezeichnen.
Die größten Landstädte unter den Oberamtsstädten waren 1910 Wangen (4.831), Ehingen (4.794), Mergentheim (4.747), Ellwangen (4.722), Balingen (4.101), Nagold (4.023) und Leutkirch (4.010). Weitere Städte, die 1910 unter 5.000 Einwohnern rangierten, waren Sindelfingen (4.589), Lauffen (4.537), Winnenden (4.414), Murrhardt (4.210) und Wildbad (4.067).
Folgende württembergische Oberamtsstädte hatten im Jahre 1910 Einwohnerzahlen zwischen 3000 und 4000: Öhringen (3.801), Oberndorf (3.760), Blaubeuren (3.425), Weinsberg (3.271), Waldsee (3.266), Besigheim (3.253), Spaichingen (3.084), Künzelsau (3.067) und Vaihingen (3.023). Weitere württembergische Städte, die 1910 ebenfalls weniger als 4.000 und mehr als 3.000 Einwohner hatten, waren zudem noch Langenau (3.716), Isny (3.480), Giengen (3.459), Asperg (3.315) Lorch (3.252), Markgröningen (3.223) und Weilheim (3.139).
Folgende württembergische Oberamtsstädte hatten im Jahre 1910 Einwohnerzahlen zwischen 2000 und 3000: Marbach (2.937), Welzheim (2.937), Leonberg (2.923), Neuenbürg (2.714), Herrenberg (2.705), Tettnang (2.651), Horb (2.527), Riedlingen (2.538), Sulz (2.133)  und Münsingen (2112). Weitere württembergische Städte, die 1910 ebenfalls weniger als 3.000 und mehr als 2.000 Einwohner hatten, waren zudem noch Mengen (2.719), Knittlingen (2.718), Bönnigheim (2.571), Altensteig (2.547), Buchau (2.386), Schwaigern (2.244), Großbottwar (2.160), Heubach (2.066) und Munderkingen (2.048).
Es gab im Jahre 1910 in Württemberg außerdem noch mehr als 50 Landstädte, die weniger als 2000 Einwohner hatten.